# Duben 2010
3. dubna
 Ve věku 78 roků zemřel Josef Koníček, český choreograf. 
5. dubna
 Z floridského mysu Canaveral odstartoval raketoplán Discovery se sedmi astronauty na palubě k vesmírné stanici ISS. Kosmické plavidlo přepravuje výbavu, jídlo a zásoby. 
6. dubna
 Během mohutných útoků maoistických vzbouřenců v Indii bylo zabito 73 příslušníků indických milicí. 
7. dubna
 Ruský prezident Dmitrij Medvěděv přiletěl do Prahy, aby zde podepsal smlouvu o nešíření jaderných zbraní. Na slavnostní společné večeři se přitom setkal s prezidentem ČR Václavem Klausem. 
 Opoziční demonstrace proti vládě prezidenta Kurmanbeka Bakijeva v mnoha městech v Kyrgyzstánu přerostly v násilné pouliční nepokoje poté, co armáda zahájila palbu do demonstrantů v Biškeku. Povstalci ovládli budovy vlády, parlamentu a médií, docházelo k ozbrojeným střetům demonstrantů s policií a k rabování, v zemi je vyhlášen výjimečný stav. Různé zdroje hlásí 68 až 100 mrtvých. 
8. dubna
 Praha hostila bilaterální rusko-americký summit, na kterém prezidenti Barack Obama a Dmitrij Medveděv podepsali dohodu Novou dohodu START o jaderném odzbrojení, navazující na smlouvu START I, která vypršela v prosinci 2009 a smlouvu SORT. Večer se pak americký prezident setkal se středoevropskými státníky. 
 Kyrgyzská vláda v reakci na násilné nepokoje rezignovala, moci se ujala dočasná opoziční vláda v čele se sociálně demokratickou vůdkyní Rozou Otunbajevovou. Prezident Kurmanbek Bakijev uprchl údajně do svého domovského regionu Džalalabad na jihu země, z úkrytu však vydal prohlášení, že rezignovat nehodlá. 
10. dubna
 Vládní letadlo Tu-154 s polským prezidentem Lechem Kaczyńským a doprovodem na palubě havarovalo při přistání ve Smolensku. Zemřelo celkem 96 lidí, nikdo nepřežil. 
 36. arcibiskup pražský Dominik Duka byl uveden do úřadu v chrámu svatého Víta, poté co převzal berlu svatého Vojtěcha od svého předchůdce Miloslava kardinála Vlka. 
11. dubna
 V prvním kole maďarských parlamentních voleb vyhrála s velkým náskokem pravicová strana Fidesz Viktora Orbána (52,8 % hlasů), druhá skončila vládnoucí Maďarská socialistická strana (19,3 %), třetí ultrapravicová strana Jobbik (16,7 %) a do parlamentu se dostala i liberálně-ekologicky zaměřená strana Lehet Más a Politika (7,4 %). Druhé kolo se uskuteční 25. dubna. 
 Země eurozóny ve spolupráci s Mezinárodním měnovým fondem nabídly Řecku nouzové úvěry v objemu až 30 mld. eur (757 mld. Kč) s úrokovou sazbou u tříletých úvěrů kolem 5 % na zmírnění dopadů finanční krize. 
14. dubna
 Čínskou provincii Čching-chaj a Tibet zasáhlo zemětřesení o síle 6,9 stupňů Richterovy stupnice. Vyžádalo si nejméně 617 mrtvých a více než 9000 zraněných. 
15. dubna
 Rut Bízková se stala novou ministryní životního prostředí v kabinetu Jana Fischera. 
 Několikaměsíční vulkanická činnost islandské sopky Eyjafjallajökull vyústila ve vyvrhnutí oblaku popela a dýmu, který kvůli meteorologickým podmínkám směřuje ke kontinentální Evropě, což mělo za následek uzavření vzdušného prostoru Skotska a severních částí Norska, Finska, Švédska a Anglie. 
16. dubna
 V Římě zemřel kardinál Špidlík. 
 Kvůli oblaku prachu šířícímu se z Islandu byl ve 13:00 uzavřen letecký prostor České republiky. Výjimkou byla pouze letiště v Brně a Ostravě, která byla uzavřena až okolo 14:00. Nařízení se týká dopravních letadel, na rekreační létání se (zatím) nevztahuje. Vrtulníky letecké záchranné služby nelétají od 16:00. 
19. dubna
 V bolivijském městě Cochabamba začala Konference národů světa o změnách klimatu a právech Matky Země. Prezident Evo Morales ji svolal jako alternativu ke klimatické konferenci OSN v Kodani, která podle něj nezohlednila hlas chudších národů Země. 
21. dubna
 Předsedou České biskupské konference byl zvolen arcibiskup pražský Dominik Duka, místopředsedou pak arcibiskup olomoucký Jan Graubner. 
 Ve věku 89 let zemřel v barcelonské nemocnici bývalý předseda MOV Juan Antonio Samaranch. 
23. dubna
 Ve věku 49 let zemřel spisovatel Jan Balabán. 
25. dubna
 V nedělních volbách hlavy státu v Rakousku zvítězil dosavadní prezident Heinz Fischer a bude na příštích 6 let pokračovat ve své funkci. Volební účast byla rekordně nízká - přibližně 49 % oprávněných voličů. 
 Také ve druhém kole maďarských parlamentních voleb uhájila svou převahu pravicová strana Fidesz, která získala v parlamentu dokonce ústavní většinu. Druzí skončili dosud vládnoucí socialisté, třetí ultrapravicová strana Jobbik, čtvrtá byla strana Lehet Más a Politika. 
30. dubna
 Vítězem ankety Ropák roku za rok 2009 byl v Brně vyhlášen ministr průmyslu a obchodu Vladimír Tošovský. 
 V čínské Šanghaji byla zahájena světová výstava Expo 2010. Vystavuje zde 189 zemí a 57 mezinárodních organizací. 
 První výběžky ropné skvrny v Mexickém zálivu dosáhly pobřeží amerického státu Louisiana v ústí řeky Mississippi. Ropa vytéká od 21. dubna po výbuchu těžební plošiny Deepwater Horizon v množství 5000 barelů denně z havarovaného podmořského vrtu a hrozí tak patrně největší ekologická katastrofa v historii ropné těžby. 